# Саратов I
Саратов I — залізнична станція Приволзької залізниці. Розташована в однойменному місті, в якому знаходиться управління Приволзької залізниці.

## Історія
Станція відкрита 1871 року.
У 1968 році станція електрифікована постійним струмом (=3 кВ) під приміський рух Саратовського залізничного вузла.  

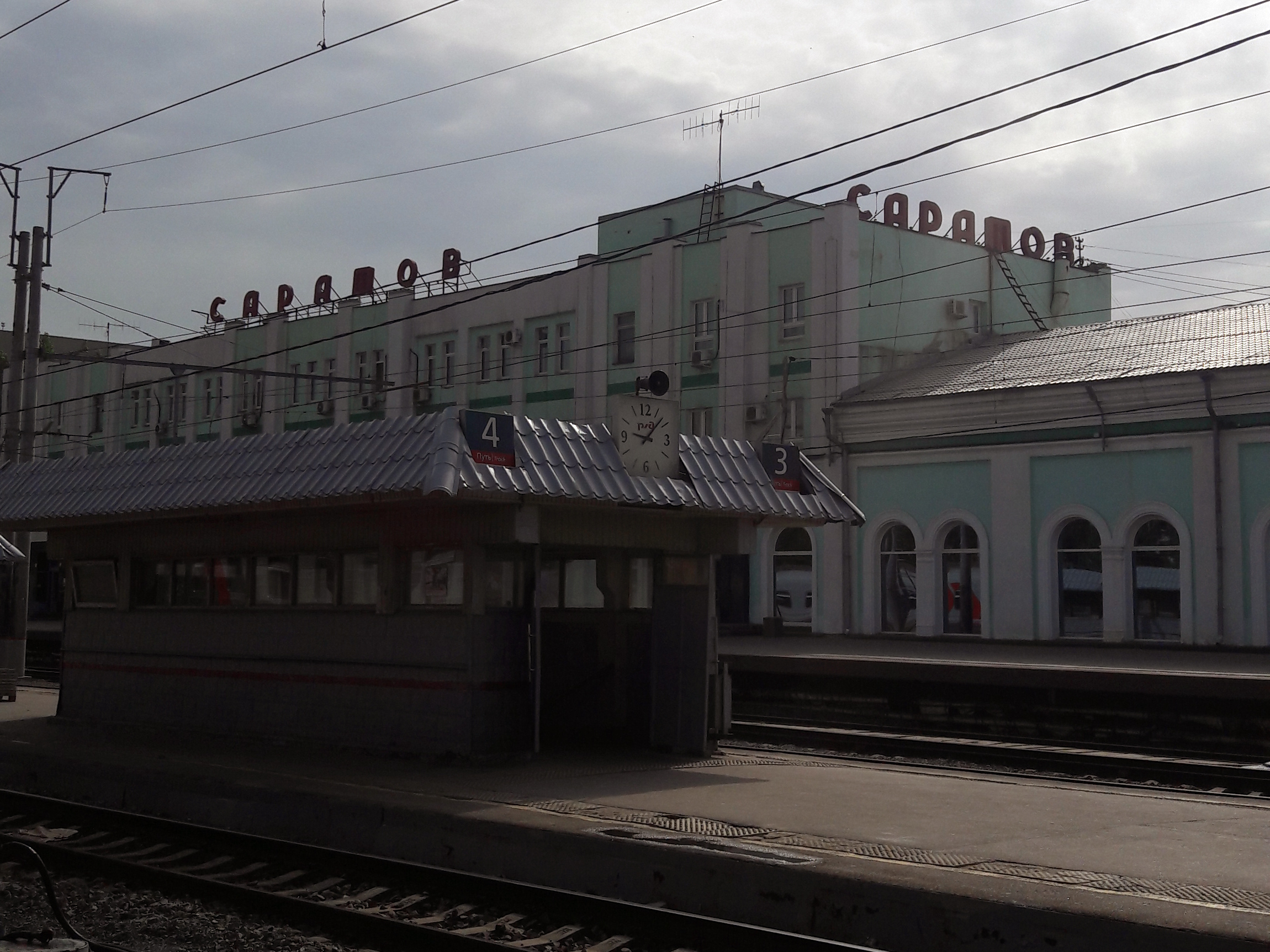
Краєвид вокзалу з платформи № 2

У 1988—1990 роках електрифікована змінним струмом лінія Ртищево — Аткарськ — Анісівка та згодом переведений на змінний струм увесь Саратовський залізничний вузол.
У 1992 році електрифікована змінним струмом лінія Саратов — Сінна. 
У 1999 році була почата електрифікація змінним струмом південного напрямку від Саратова, у 2000 році — введена в експлуатацію електрифікована лінія, Саратов — Карамиш, у 2001 році — Карамиш — Петров Вал, у 2002 році — Петров Вал — Волгоград I та Жутово — Котельниково. У 2003 році переведений на змінний струм Волгоградський залізничний вузол. 

## Пасажирське сполучення
Залізничний вокзал станції Саратов І обслуговує пасажирів як з самого Саратова, так і з міста супутника Енгельса та навколишніх районів. Пасажиропотік вокзалу розрахований на одночасне обслуговування 3200 пасажирів як в міжміському, так й у приміському сполученні. На станції облаштовані надземний та підземні переходи до перонів, з виходом до автовокзалу, який розташований на протилежній стороні від залізничного вокзалу.
Наразі середній пасажиропотік на вокзалі станції Саратов І становить близько 4000 тисяч пасажирів на добу.
Привокзальна площа є транспортним вузлом для автобусних, тролейбусних маршрутів та маршрутних таксі.
Пасажирські поїзди, які відправляються зі станції Саратов І, обслуговуються  локомотивним депо Саратов.

## Галерея

Вокзал станції Саратов І
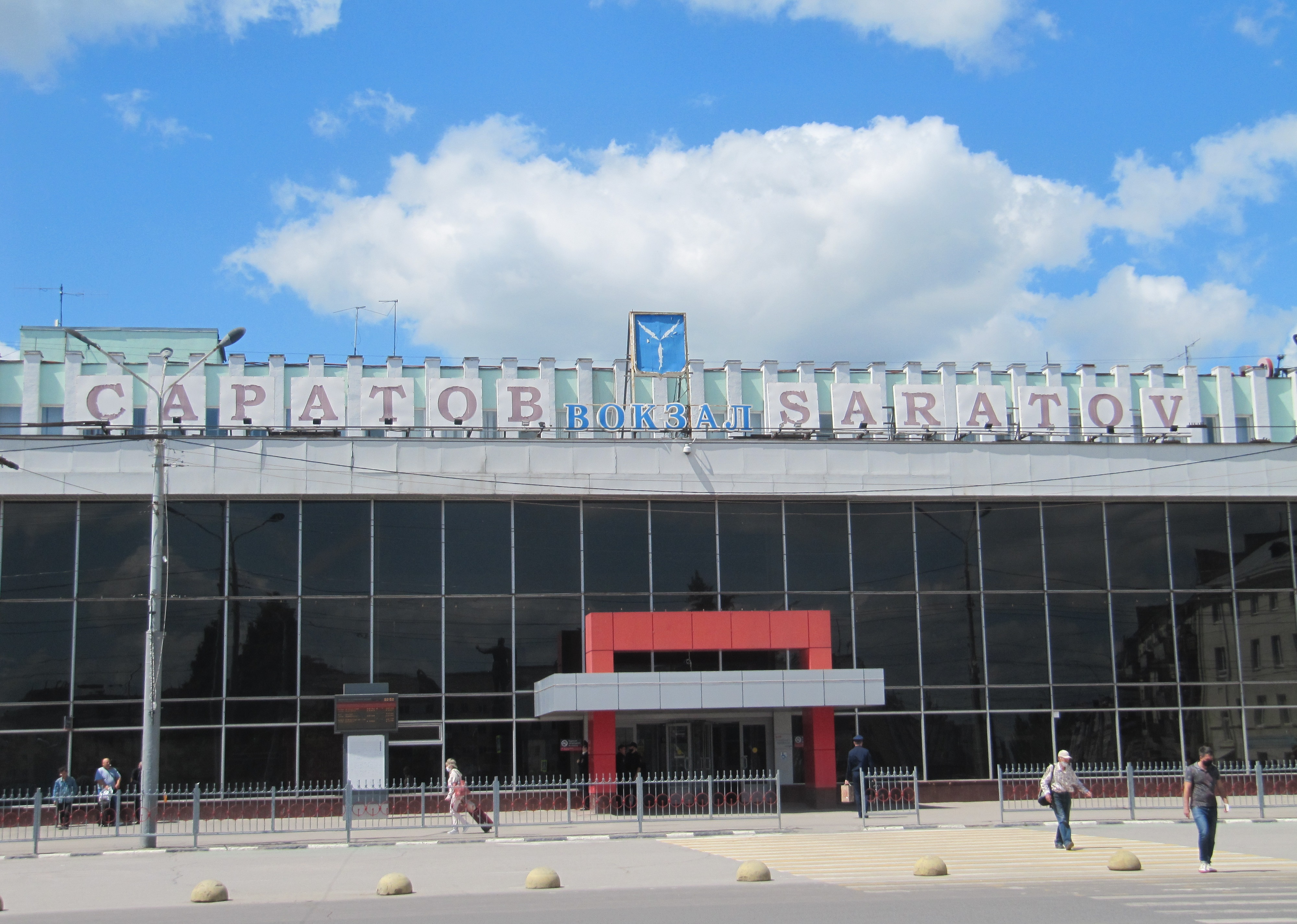
Привокзальна площа
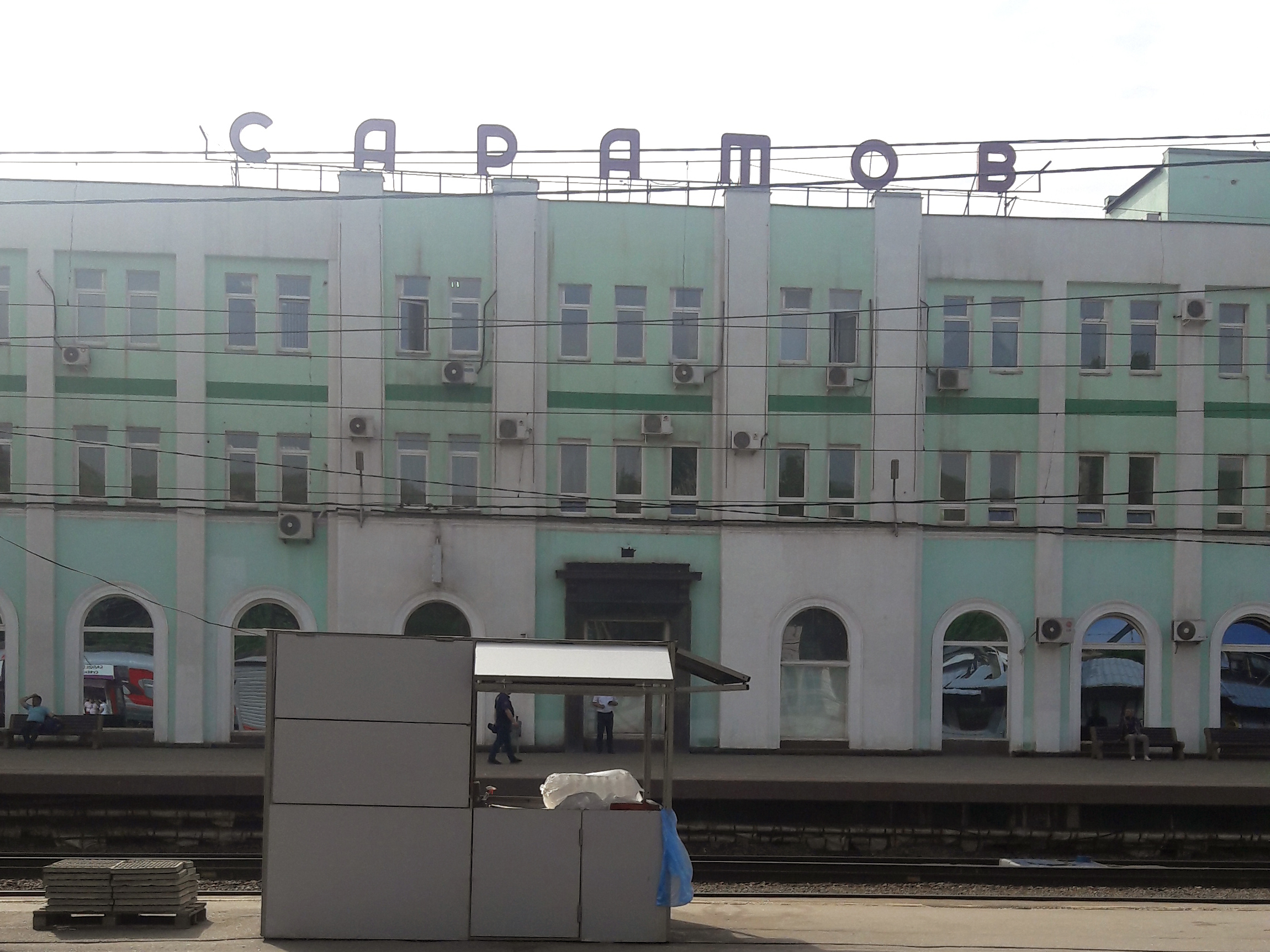
Краєвид з платформи № 2
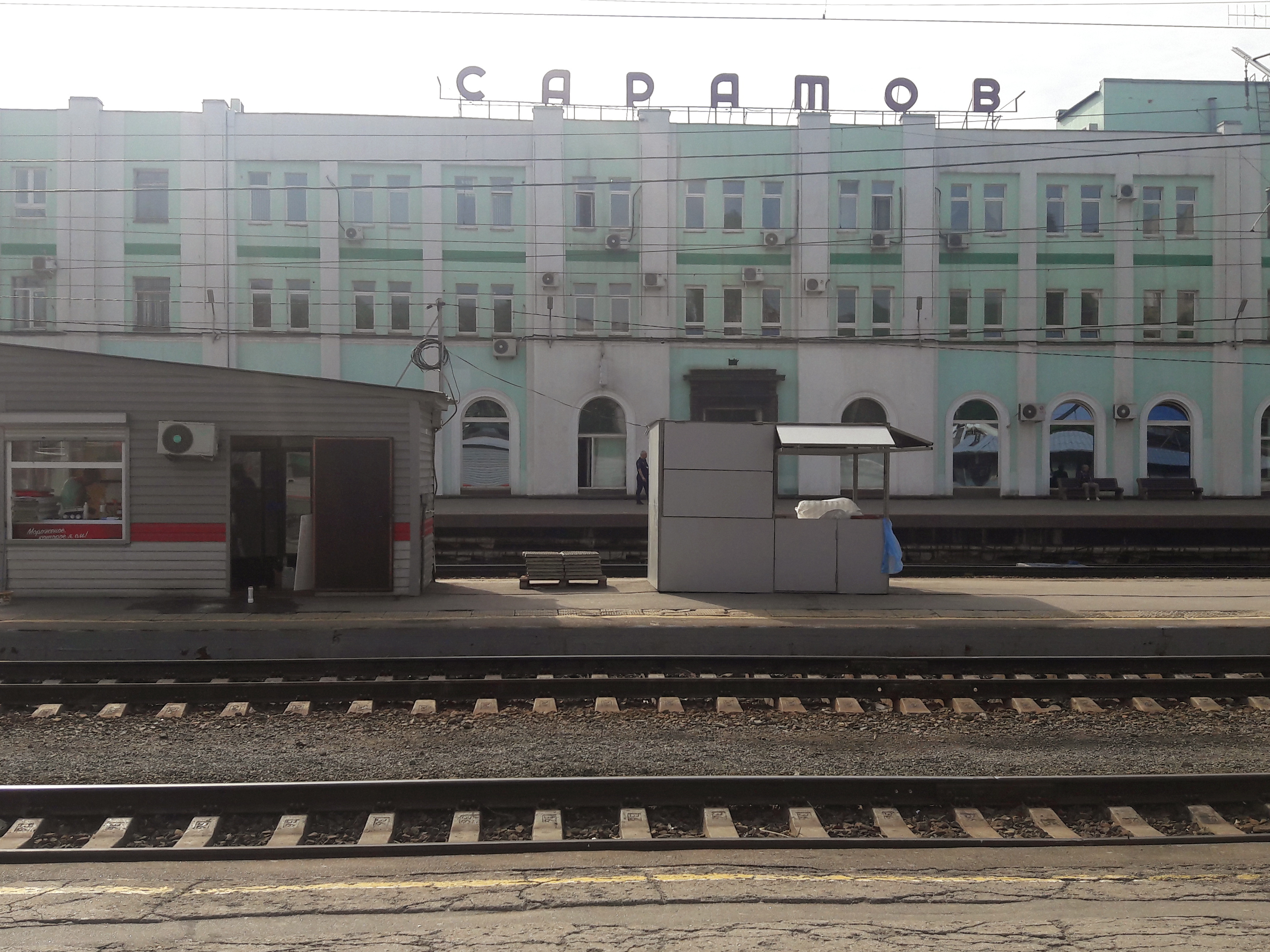
Вокзал з платформи № 3